# 西鉄600形電車 (鉄道・初代)
西鉄600形電車（にしてつ600けいでんしゃ）とは、かつて西日本鉄道（西鉄）で使用されていた電車の形式である。

## 概要
大牟田線の急行（現在の特急にあたる）用として1951年に近畿車輛で3両編成2本が製造された。
| ← 大牟田西鉄福岡・太宰府 → |     |     |
| cM                         | M   | Tc  |
| 601                        | 611 | 651 |
| 602                        | 612 | 652 |

- c：運転台、M：電動車、T：動力なし制御車（以下同じ）

今日では当然となった中間電動車（運転台を持たず他車によってのみ制御される電動車）を私鉄では初めて採用している。これは国鉄80系電車のモハ80形に続き、国内では2例目となるものである。国内初の高速鉄道用連接車となった先代の急行用車500形に続く、西鉄のエポックメーキングな車両と言える。

## 構造

### 車体
太平洋戦争後の製造だが、外観は戦前の1936年製国鉄52系電車に類似する4枚窓の古風な流線形であった。戦後型電車でこの系統のスタイルを新規採用した他例はほとんどない。1950年下期時点では正面2枚窓の「湘南型」スタイルを持つ国鉄80系電車が出現しており、1951年には早くもその影響を受けた鉄道車両が国鉄・私鉄で輩出されていただけに、西鉄が前時代化した十数年前のトレンドを敢えて取り上げた意図は不明である。52系に比べ中央の2枚の窓の上辺が斜めに切れ上がった形状が特徴であった。
側面は両端寄りに扉を配置した2扉構造で、小型の二段上昇窓が並んでいた。側面窓配置は先頭車がdD12D2、中間車が2D12D2（d=乗務員室扉、D=客用扉、数字は窓の枚数）。

### 車内
座席は製造当初は全席ロングシートとしていたが、1954年に固定クロスシートとロングシートの混成（セミクロスシート）の座席配置に改造された。改造後は扉周辺（車端部の運転室と扉の間、連結面と扉の間、中間車の戸袋窓部分、先頭車の戸袋窓とその隣の窓の部分）がロングシートで、扉の間は向かいあわせの固定クロスシート（ボックスシート）であった。

### 台車・機器
台車は住友金属工業製FS-8形ウイングばね鋳鋼台車を使用して乗り心地の改善を図った。住友製ウイングばね台車は国鉄スハ43系客車にも採用されており、当時の日本では乗り心地の良好な台車の一つであった。モーターは吊り掛け駆動方式で、出力は西鉄大牟田線在来車と同等な82kWの低出力型だが、MT比2:1の強力編成で補われている。
各電動車にパンタグラフを1基ずつ設置し、両端の先頭車に電動発電機と電動空気圧縮機を設置した。

## 運用
製造当初はロングシート内装であり、暫定的に普通列車に用いられていた。1954年12月1日のダイヤ改正にあわせて固定クロスシートに改められ、500形とともに福岡 - 大牟田間直通の急行に使用されるようになった。
しかし1959年5月1日のダイヤ改正で直通急行が特急に格上げされ1000形に置き換えられたため、しばらくは福岡 - 久留米間の区間運転の急行に使用されていた。
優等列車運用で1000形が不足したことから、4連化が検討されたが、、電装機器が旧式で将来のスピードアップが困難なことから、1961年に先頭車を1300形の制御車（ク1301・1304・1305・1308）に転用改造した。これらは1000形に準じたカルダン駆動方式の新造中間電動車と編成を組んで、特急運用に返り咲いた。この改造の際に台車が中間電動車と同形のものに交換された。モ601・602の電動車の台車と電装品は300形306・307F（F=編成）の3両固定編成化に向けて新たに製造された中間電動車（モ326・327）に流用された。
一方、余剰の中間電動車は300形304・305Fの3両固定編成化のために転用され、モ324・325となった。転用の際に2扉のままロングシート化されている。
これにより、初代600形は系列としては消滅し、600形が空き番号となったことから、翌年には早くも2代目600形が製造されている。
1300形に改造された先頭車は1986年に、300形に改造された中間車は1984年にいずれも編成ごと廃車となっている。